# Zwanze
La zwanze (prononcé[Comment ?], du brabançon pour « radotage ») est un type d'humour gouailleur proche de l’autodérision, associé à Bruxelles, capitale de la Belgique et l'une des capitales institutionnelles de l'Union européenne.
Par extension, le terme désigne un art de vivre bruxellois. Il appartient au patrimoine de la culture populaire bruxelloise avec ses dialectes populaires, et est souvent relié aux trois sous-dialectes qui forment le brusseleer ou le marollien. La zwanze est reprise à l'inventaire du patrimoine culturel immatériel de la Région de Bruxelles-Capitale.

## Caractéristiques

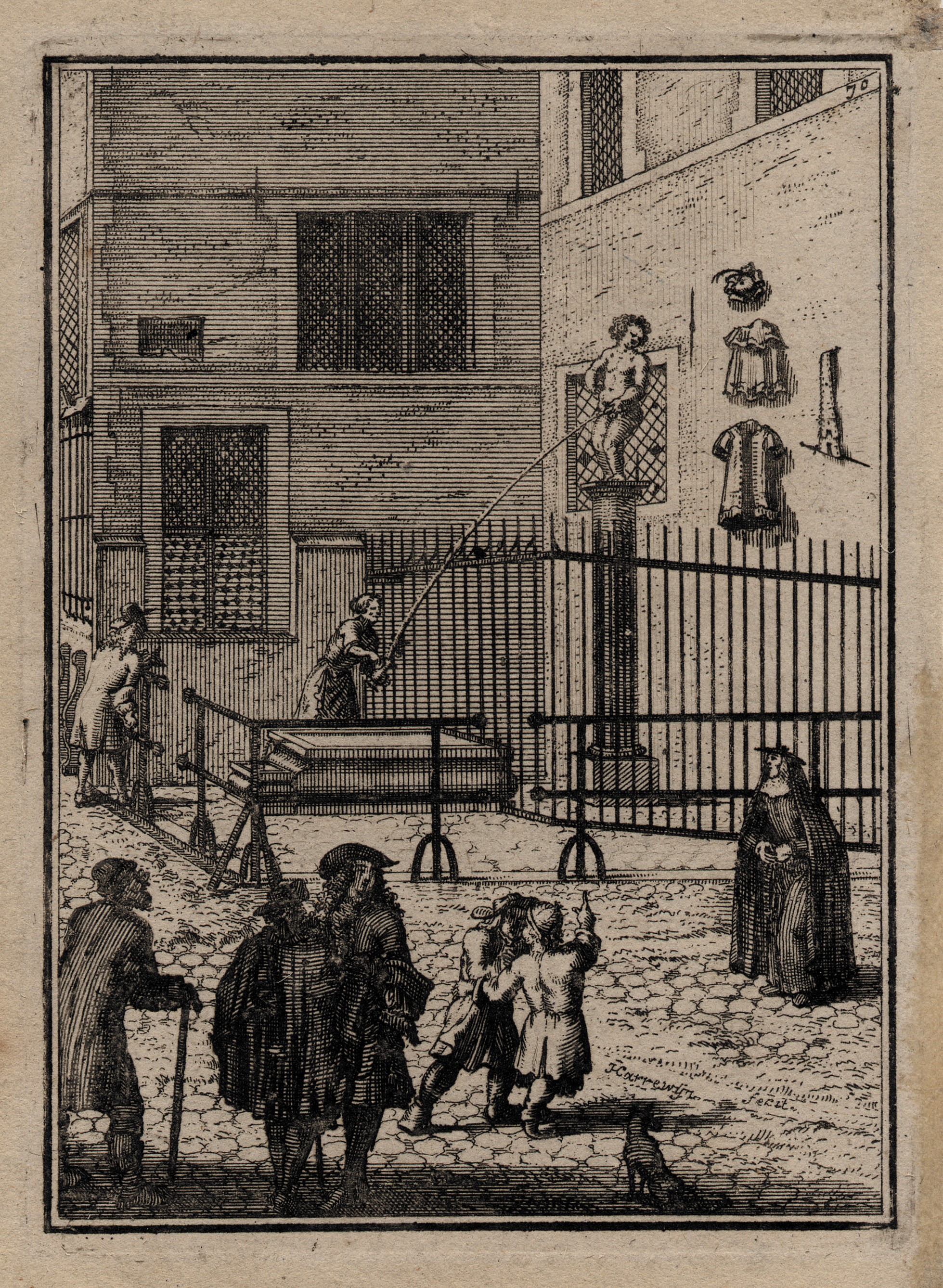
Fontaine du Manneken-Pis, 1697, gravure de J. Harrewijn.

La zwanze se caractérise principalement par de l'exagération (exemple : « Ma salle de bains est encore plus mouillée que le défilé du 21 juillet sous la drache »), par des jeux de langage mêlant le néerlandais et le français, en empruntant par exemple au néerlandais des expressions traduites littéralement (« Mettez-vous, … »), par la remise à sa place de celui qui en fait trop (exemple : « Oué, oué, arrête un peu de zieverer, dikkenek[Quoi ?] ! »), et par l'auto-dérision. « Bienheureux qui sait rire de lui-même, car il n'a pas fini de s'amuser. »,. La zwanze vient ainsi pimenter le dialecte bruxellois, tel qu'il est encore parlé dans les Marolles (quartier populaire de Bruxelles, en pleine gentrification), mais aussi dans les vieux quartiers de Molenbeek-Saint-Jean qu'on appelle encore Meulebeik.
Dans cet esprit « zwanzeur », plusieurs expositions « Great Zwans » se tiennent à Bruxelles, à partir de 1885, puis, notamment, à la veille des deux guerres mondiales, regroupant tout ce qui se fait de moquerie autour de l’art et de la société.
C'est un type d'humour burlesque, c'est un composant des dialectes bruxellois, et c'est aussi un art de vivre. « À Bruxelles, on comprend encore ce que signifie la zwanze », indique ainsi un élu de la ville lors d'une petite fête en l'honneur de Plastic Bertrand dans cette ville, où le Manneken-Pis a été revêtu d'un perfecto rose, évoquant le costume de scène de ce chanteur lors d'un de ses premiers passages à la télévision, en 1977.

## Célèbres zwanzeurs

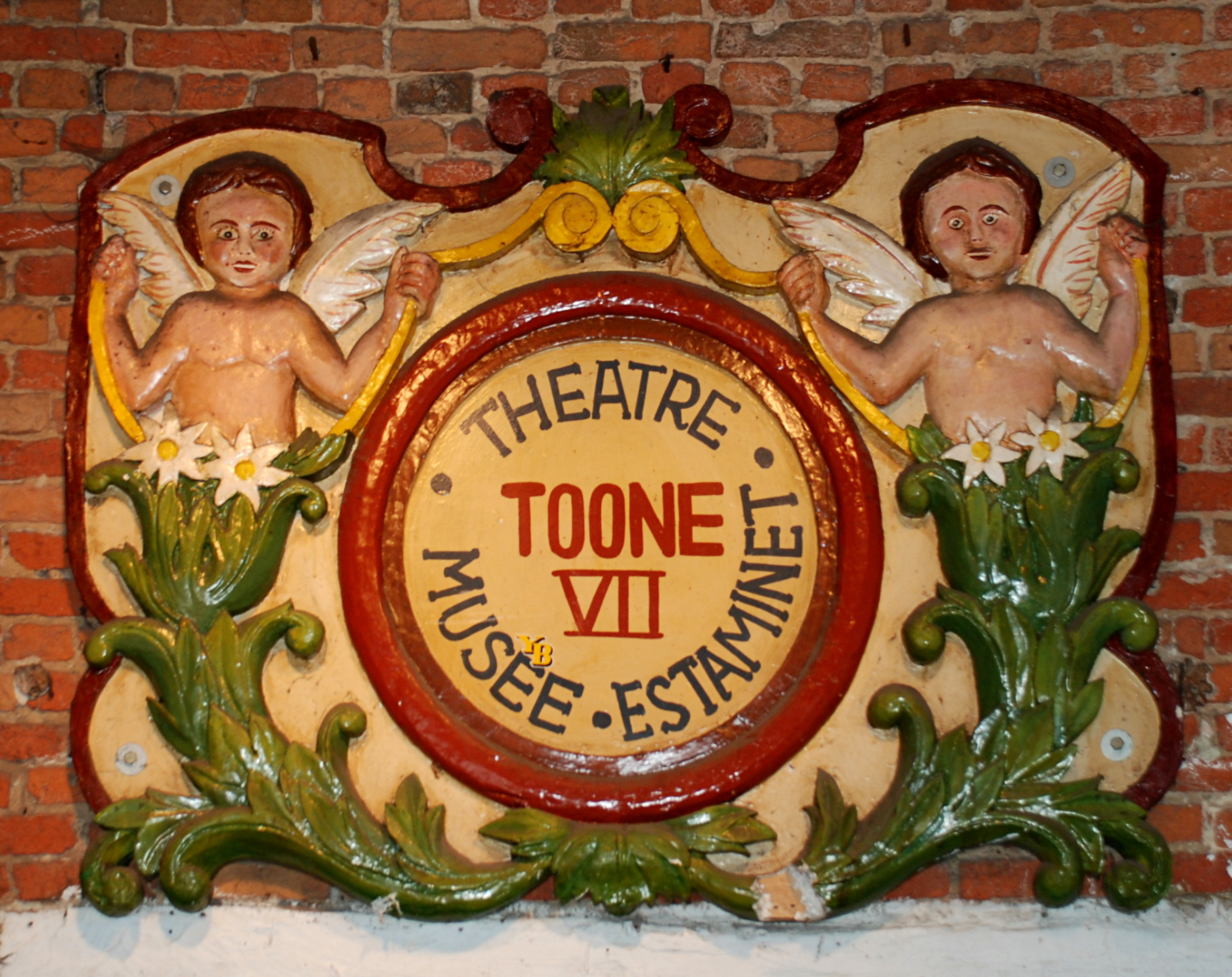
Théâtre Toone VII.

- Simone Max, auteure et interprète de sketches en brusseleer.
- Michel Demaret, ancien bourgmestre de Bruxelles-ville, né en 1940 et décédé le 9 novembre 2000, reste une figure emblématique du folklore bruxellois. On retiendra de lui une image de vrai zwanzeur.
- Toone,  dynastie de marionnettistes et d'exploitants d'un théâtre de marionnettes à Bruxelles depuis 1830.
- Le Grand Jojo, chanteur populaire bruxellois de chansons comiques.
- Quick et Flupke, héros de Hergé.
- Jef Kazak.
- Joske Maelbeek, auteur de « foebelkes » (petites fables) à la manière de Virgile du Pourquoi pas ?, dans plusieurs recueils dont Best Tof, Du côté de chez Zwanze, Bruxellois en un mot comme en zwanze et Quelques pas de zwanze classique[6].
- Philippe Geluck donne le nom « zwanzeur » à « celui qui se fait volontiers passer pour un imbécile dans le but de mieux tromper son interlocuteur »[4].

## La zwanze au théâtre
Michel de Ghelderode recueille la tradition orale populaire dont il fait la trame de plusieurs pièces qu'il écrit pour le Théâtre de marionnettes de Toone.
Inspirés par la zwanze bruxelloise, Frantz Fonson et Fernand Wicheler écrivent en 1910 la pièce Le Mariage de mademoiselle Beulemans, et en 1938, Paul Van Stalle et Joris d'Hanswyck créent le désopilant Bossemans et Coppenolle.
Des comédiens comme Victor Guyau, Marcel Roels, Simone Max sont les chantres de cette expression populaire bruxelloise. Renouant avec la tradition, Viviane Decuypere écrit en 1988 Les Pralines de Monsieur Tonneklinker. Devant le succès, elle se remet à l’écriture en 2010 avec L'Estaminet de Rosine.
Jean-Paul Boyazis a écrit une pièce de théâtre, dans l'esprit de Beulemans, intitulée Les caprices de l'ami Théo, jeu de mots facile à décrypter.